# HD 167042
HD 167042 ist ein etwa 164 Lichtjahre von der Erde entfernter Riesenstern der Spektralklasse K1 im Sternbild Drache. Er besitzt eine scheinbare Helligkeit von 6,0 mag. Der Stern wird von einem Exoplaneten mit der Bezeichnung HD 167042 b umrundet.

## Exoplanet
HD 167042 b ist ein Exoplanet, der den Zentralstern mit einer Periode von etwas mehr als 400 Tagen umkreist. Der Exoplanet hat eine Mindestmasse von etwa 1,6 Jupitermassen, eine Exzentrizität von rund 0,03 und eine große Halbachse von ca. 1,3 Astronomischen Einheiten. Er wurde mit Hilfe der Radialgeschwindigkeitsmethode entdeckt.